# Richard John Neuhaus
 (novembre 2024).
Si vous disposez d'ouvrages ou d'articles de référence ou si vous connaissez des sites web de qualité traitant du thème abordé ici, merci de compléter l'article en donnant les références utiles à sa vérifiabilité et en les liant à la section « Notes et références ».
Richard John Neuhaus, né le 14 mai 1936 à Pembroke dans l'Ontario au Canada et mort le 8 janvier 2009 à New York aux États-Unis, est un écrivain et ecclésiastique chrétien (d'abord dans l'Église luthérienne – Synode du Missouri, puis l'Église évangélique luthérienne en Amérique et plus tard l'Église catholique).
Né au Canada, Neuhaus déménagea aux États-Unis, où il devint un citoyen naturalisé américain. Il fut le rédacteur en chef de la newsletter du magazine Lutheran Forum ainsi que le fondateur et le rédacteur en chef du mensuel First Things et l'auteur de nombreux ouvrages.
Fervent défenseur des enseignements de l'Église catholique concernant l'avortement et d'autres problèmes de la vie, il fut le conseiller officieux du Président George W. Bush concernant les affaires bioéthiques. 

## Enfance et études
Né à Pembroke, dans l'Ontario, le 14 mai 1936, Neuhaus est membre d'une fratrie de huit enfants d'un pasteur luthérien et sa femme. Bien qu'il abandonna ses études à l'âge de 16 ans afin de gérer une station essence au Texas, il reprit ses études et fût diplômé de l'Université Concordia à Austin, au Texas, en 1956. Il déménagea à St. Louis, dans le Missouri, où il obtint son Bachelor of Arts ainsi que son Master of Divinity (en) du Séminaire Concordia en 1960.

## Carrière

### Pasteur luthérien
Neuhaus fut premièrement un pasteur ordonné au sein de l'Église luthérienne – Synode du Missouri conservatrice. En 1974, un schisme majeur au sein du Synode du Missouri provoqua plusieurs églises "modernistes" se scindant pour former la plus progressiste Association des églises évangéliques luthériennes à laquelle Neuhaus s'est probablement associé. L'Association fusionna une décennie plus tard avec les deux autres dénominations luthériennes les plus libérales aux États-Unis, l'Église luthérienne américaine et l'Église luthérienne d'Amérique, qui formera finalement l'actuelle Église évangélique luthérienne en Amérique, dont Neuhaus était membre du clergé.
De 1961 à 1978, il fut pasteur de l'Église Saint-Jean l'Évangéliste (St. John the Evangelist Church), une congrégation pauvre, majoritairement noire et hispanique à Williamsburg (Brooklyn). Du clergé, il aborda les questions de droits civiques et de justice sociale et se déclara contre la Guerre du Viêt Nam. À la fin des années 1960, il obtint la notoriété nationale lorsque, avec le prêtre jésuite Daniel Berrigan et le rabbin Abraham Joshua Heschel, il fonda Clergé et Laïcs Préoccupés par la situation au Vietnam (Clergy and Laymen Concerned About Vietnam). 
Il était actif au sein du mouvement Catholique évangélique dans le Luthéranisme, et passa du temps à la Maison de Saint Augustin, le monastère bénédictin Luthérien à Oxford (Michigan). Il était également actif dans la politique libérale jusqu'à la loi de 1973 sur l'avortement dans l'arrêt Roe v. Wade rendu par la Cour Suprême des États-Unis, auquel il s'opposa. Il devint membre du mouvement néo-conservateur croissant ainsi qu'un fervent porte-parole du "Capitalisme démocratique". Il préconisa aussi des initiatives politiques fondées sur la foi par le gouvernement fédéral basées sur des valeurs judéo-chrétiennes. Il est à l'origine de la "Loi de Neuhaus", qui déclare, "Où l'orthodoxie est optionnelle, l'orthodoxie sera bientôt proscrite."
Il fut le rédacteur en chef de la newsletter mensuelle diffusée entre des numéros trimestriels du journal indépendant interconfessionnel Lutheran Forum, publié par l'American Lutheran Publicity Bureau pendant les années 1970 et 1980. Il était un défenseur du mouvement dans le but de rétablir, dans le Luthéranisme, le diaconat permanent (diacre) comme une fonction à part entière dans le triple ministère d'évêque / prêtre / diacre sous l'épiscopat historique (fonction d'évêque), suivant les actions antérieures des catholiques dans le deuxième concile œcuménique du Vatican et des églises anglicanes (y compris l'Église épiscopalienne des États-Unis).
En 1981, Neuhaus aida à fonder l'Institute on Religion and Democracy et demeura à son conseil jusqu'à sa mort. Il écrivit son acte fondateur, "Christianity and Democracy" ("Christianisme et Démocratie"). En 1984, il établit le Centre pour la religion et la société (Center for Religion and Society) en tant que membre du groupe de réflexion Rockford Institute à Rockford (Illinois) qui édite le magazine Chronicles. En 1989, lui ainsi que le centre furent "évincés de force" par les bureaux de l'est de l'institut à New York dans des circonstances controversées.
En mars 1990, Neuhaus fonda l'Institut sur la religion et la vie publique (Institute on Religion and Public Life) ainsi que son journal, First Things, un journal œcuménique "dont le but est de promouvoir une philosophie publique éclairée par la religion pour l'organisation de la société."

### Prêtre catholique
En septembre 1990, Neuhaus fût reçu au sein de Église catholique. Une année après s'être converti au catholicisme, il fut ordonné par le cardinal John Joseph O'Connor comme prêtre de l'archidiocèse de New York. Il fut chroniqueur du réseau de télévision catholique Eternal Word Television Network lors des funérailles du pape Jean-Paul II ainsi que lors du conclave de 2005. 
Neuhaus continua à éditer First Things en tant que prêtre catholique. Il était un conférencier public recherché et écrivit plusieurs ouvrages, dans des genres à la fois savants et populaires. Il apparaît dans le documentaire The Human Experience, sorti après sa mort, où sa voix se trouve dans la narration et la bande-annonce du film. 

## Vie personnelle et mort
Neuhaus meurt à la suite de complications du cancer à New York le 8 janvier 2009, âgé de 72 ans.

## Importance politique
Au cours des dernières années, Neuhaus compara le mouvement pro-vie au mouvement américain des droits civiques des années 1960. Lors de l'élection présidentielle américaine de 2004, il était un défenseur éminent pour l'anathème des politiques catholiques en faveur de l'avortement. Il s'agissait d'une erreur, il déclara, d'isoler l'avortement « des autres problèmes du sacré de la vie ».
Neuhaus encouragea le dialogue œcuménique ainsi que le conservatisme social. Avec Charles Colson, il édita Evangelicals and Catholics Together: Toward a Common Mission (1995). Ce manifeste œcuménique déclencha de nombreux débats. 
Un conseiller proche mais non officiel du Président George W. Bush, il conseilla Bush sur un éventail d'affaires religieuses et éthiques, y compris l'avortement, la recherche de cellule souche, le clonage et le Federal Marriage Amendment. En 2005, sous le titre « Bushism Made Catholic » ("Le Bushisme devenu catholique"), Neuhaus fût nommé l'un des « 25 évangéliques les plus influents d'Amérique » par le Time. L'article démontra que dans de nombreux discours, Bush cita Neuhaus plus que toute autre autorité vivante. Bush aurait déclaré que le prêtre catholique l'aida à exprimer des idées religieuses.
Neuhaus fût critiqué pour son engagement politique au sein de la droite chrétienne,. Néanmoins, le théologien David Bentley Hart fit rappeler à ses lecteurs que "les mots comme absolutiste sont de pures abstractions vides lorsqu'elles sont appliquées à" Neuhaus. Bentley loua l'éditeur de First Things pour sa volonté de publier des "opinions contraires aux siennes, et il semble très content que cela se produise."
Neuhaus a défendu de manière controversée Marcial Maciel Degollado, le fondateur de la Légion du Christ, dans les pages de First Things.